# Cantleya corniculata
Espèce
Synonymes
- Cantleya johorica Ridl.[2] [1]
- Platea corniculata Becc.[2] [1]
- Stemonurus corniculatus (Becc.) Ridl.[2] [1]
- Urandra corniculata (Becc.) Foxw.[2] [1]

Statut de conservation UICN

 VU A1cd : Vulnérable
Cantleya corniculata est une espèce de plantes de la famille des Stemonuraceae.

## Publication originale
- Journal of the Arnold Arboretum 21(4): 479–481, pl. 2, f. 1–7. 1940. (23 Oct 1940)